# Amitostigma wenshanense
Amitostigma wenshanense là một loài thực vật có hoa trong họ Lan. Loài này được W.H.Chen, Y.M.Shui & K.Y.Lang mô tả khoa học đầu tiên năm 2003.